# Раш, Брендон
Брендон Лерой Раш (англ. Brandon Leray Rush; родился 7 июля 1985 года в Канзас-Сити, штат Миссури, США) — американский профессиональный баскетболист. После трёх лет выступлений за команду Канзасского университета «Канзас Джейхокс» был выбран на драфте НБА 2008 года под 13-м номером командой «Портленд Трэйл Блэйзерс».

## Карьера в колледже
Раш начинал свою баскетбольную карьеру ещё в школе. После отзыва своей кандидатуры с драфта НБА 2005 ему предлагают играть за команду Канзасского университета. Раш выходил в старте все матчи своего дебютного сезона на позиции легкого форварда. Спортсмен лидировал в своей команде по очкам (13,5 в среднем за игру), подборам (5,9), а также по проценту попаданий из-за трёхочковой дуги (47,2 %). По итогам сезона он был выбран новичком года в конференции Биг 12. Раш стал первым новичком, выбранным в команду всех звёзд от конференции Биг 12 (Позднее это повторил Кевин Дюрант). 26 апреля 2007 года Раш объявил о намерении выставить свою кандидатуру на драфте НБА 2007 года, но не смог договориться с агентом.
В сезоне 2007-08 Раш привёл свою студенческую команду к титулу чемпиона NCAA. Игрок стал MVP чемпионата Биг 12, находился на первом месте среди всех лёгких форвардов NCAA и набирал 15,8 очков в среднем за игру в шести решающих матчах национального чемпионата. 17 апреля 2008 года Раш решил выставить свою кандидатуру на драфте НБА 2008.

## Профессиональная карьера
Раш был выбран под общим 13-м номером на драфте НБА 2008 командой «Портленд Трэйл Блэйзерс». Затем был отправлен в «Индиану Пэйсерс» вместе с Джошем Макробертсом и Джарретом Джеком в обмен на Джеррида Бэйлесса и Ике Диогу. 19 декабря 2011 Раш был обменян в «Голден Стэйт Уорриорз» на форварда Луиса Амундсона.

## Статистика

### Статистика в НБА
| Сезон                                                                                    | Команда      | Регулярный сезон | Регулярный сезон | Регулярный сезон | Регулярный сезон | Регулярный сезон | Регулярный сезон | Регулярный сезон | Регулярный сезон | Регулярный сезон | Регулярный сезон | Регулярный сезон | Серия плей-офф | Серия плей-офф | Серия плей-офф | Серия плей-офф | Серия плей-офф | Серия плей-офф | Серия плей-офф | Серия плей-офф | Серия плей-офф | Серия плей-офф | Серия плей-офф |
| Сезон                                                                                    | Команда      | GP               | GS               | MPG              | FG%              | 3P%              | FT%              | RPG              | APG              | SPG              | BPG              | PPG              | GP             | GS             | MPG            | FG%            | 3P%            | FT%            | RPG            | APG            | SPG            | BPG            | PPG            |
| ---------------------------------------------------------------------------------------- | ------------ | ---------------- | ---------------- | ---------------- | ---------------- | ---------------- | ---------------- | ---------------- | ---------------- | ---------------- | ---------------- | ---------------- | -------------- | -------------- | -------------- | -------------- | -------------- | -------------- | -------------- | -------------- | -------------- | -------------- | -------------- |
| 2008/09                                                                                  | Индиана      | 75               | 19               | 24,0             | 42,3             | 37,3             | 69,7             | 3,1              | 0,9              | 0,5              | 0,5              | 8,1              | Не участвовал  | Не участвовал  | Не участвовал  | Не участвовал  | Не участвовал  | Не участвовал  | Не участвовал  | Не участвовал  | Не участвовал  | Не участвовал  | Не участвовал  |
| 2009/10                                                                                  | Индиана      | 82               | 64               | 30,4             | 42,3             | 41,1             | 62,9             | 4,2              | 1,4              | 0,7              | 0,8              | 9,4              | Не участвовал  | Не участвовал  | Не участвовал  | Не участвовал  | Не участвовал  | Не участвовал  | Не участвовал  | Не участвовал  | Не участвовал  | Не участвовал  | Не участвовал  |
| 2010/11                                                                                  | Индиана      | 67               | 21               | 26,2             | 42,1             | 41,7             | 75,5             | 3,2              | 0,9              | 0,6              | 0,5              | 9,1              | 5              | 0              | 11,0           | 46,2           | 75,0           | 50,0           | 1,4            | 0,6            | 0,2            | 0,2            | 3,2            |
| 2011/12                                                                                  | Голден Стэйт | 65               | 1                | 26,4             | 50,1             | 45,2             | 79,3             | 3,9              | 1,4              | 0,5              | 0,9              | 9,8              | Не участвовал  | Не участвовал  | Не участвовал  | Не участвовал  | Не участвовал  | Не участвовал  | Не участвовал  | Не участвовал  | Не участвовал  | Не участвовал  | Не участвовал  |
| 2012/13                                                                                  | Голден Стэйт | 2                | 0                | 12,7             | 66,7             | 0,0              | 66,7             | 0,5              | 1,0              | 0,0              | 0,0              | 7,0              | Не участвовал  | Не участвовал  | Не участвовал  | Не участвовал  | Не участвовал  | Не участвовал  | Не участвовал  | Не участвовал  | Не участвовал  | Не участвовал  | Не участвовал  |
| 2013/14                                                                                  | Юта          | 38               | 0                | 11,0             | 33,3             | 34,0             | 60,0             | 1,2              | 0,6              | 0,1              | 0,2              | 2,1              | Не участвовал  | Не участвовал  | Не участвовал  | Не участвовал  | Не участвовал  | Не участвовал  | Не участвовал  | Не участвовал  | Не участвовал  | Не участвовал  | Не участвовал  |
| 2014/15                                                                                  | Голден Стэйт | 33               | 0                | 8,2              | 20,4             | 11,1             | 45,5             | 1,2              | 0,4              | 0,2              | 0,4              | 0,9              | 3              | 0              | 2,5            | 16,7           | 50,0           | -              | 1,0            | 0,0            | 0,0            | 0,0            | 1,0            |
| 2015/16                                                                                  | Голден Стэйт | 72               | 25               | 14,7             | 42,7             | 41,4             | 64,3             | 2,5              | 0,8              | 0,3              | 0,3              | 4,2              | 14             | 0              | 7,9            | 45,0           | 33,3           | 50,0           | 1,6            | 0,2            | 0,1            | 0,1            | 1,6            |
| 2016/17                                                                                  | Миннесота    | 47               | 33               | 21,9             | 37,4             | 38,6             | 72,2             | 2,1              | 1,0              | 0,5              | 0,5              | 4,2              | Не участвовал  | Не участвовал  | Не участвовал  | Не участвовал  | Не участвовал  | Не участвовал  | Не участвовал  | Не участвовал  | Не участвовал  | Не участвовал  | Не участвовал  |
|                                                                                          | Всего        | 481              | 163              | 22,0             | 42,6             | 40,2             | 70,6             | 2,9              | 1,0              | 0,5              | 0,5              | 6,8              | 22             | 0              | 7,8            | 41,0           | 44,4           | 50,0           | 1,5            | 0,3            | 0,1            | 0,1            | 1,9            |
| Наведите курсор мыши на аббревиатуры в заголовке таблицы, чтобы прочесть их расшифровку. |              |                  |                  |                  |                  |                  |                  |                  |                  |                  |                  |                  |                |                |                |                |                |                |                |                |                |                |                |